# Jairo (chanteur)
Pour les articles homonymes, voir Jairo.
 (septembre 2018).
Si vous disposez d'ouvrages ou d'articles de référence ou si vous connaissez des sites web de qualité traitant du thème abordé ici, merci de compléter l'article en donnant les références utiles à sa vérifiabilité et en les liant à la section « Notes et références ».
Jairo, de son vrai nom Mario Rubén González, est un chanteur et compositeur argentin (également d'expression française), né le 16 juin 1949 à Cruz del Eje (Argentine).
Il s'est fait connaître en France dans les années 1970 et les années 1980 notamment avec la chanson Les Jardins du ciel.

## Biographie
Mario Rubén González, plus connu sous le pseudonyme de Jairo, est né le 16 juin 1949 en Argentine.
À 13 ans, Mario sait qu’il fera un métier artistique[Comment ?]. Après des cours de dessin à Buenos Aires, il se tourne vite vers la musique et obtient rapidement son premier succès, avec El laberinto. Puis, il rencontre Luis González avec qui il écrit ses premiers titres, et prend le nom de scène de Jairo qui signifie « le fidèle inspiré » en araméen.
En 1970, sa rencontre avec Luis Aguilé le conduit en Espagne, où il sort son premier album, avec le titre Tu Alma Golondrina, qui lui permet de remporter de nombreux prix en Espagne, mais aussi en Amérique latine. De 1972 à 1975, Jairo enchaîne les succès tels que Por si tu quieres saber, Si vuelves será cansancio, El valle y el volcan ou bien encore ¿De qué me sirve todo eso?.
Alors que le projet d’album Jairo canta a Borges est censuré en Argentine[réf. nécessaire], où il réunit onze compositeurs argentins sur des textes de l'écrivain Jorge Luis Borges, Jairo débarque en France et assure la première partie de sa compatriote Susana Rinaldi à l’Olympia en 1977. Mais c’est véritablement son duo avec Nana Mouskouri sur le titre Cucurrucucú Paloma que le public français le découvre. Une mise en lumière qui lui permet de sortir l’album Liberté avec notamment Mon Amour aux quatre saisons offert par Charles Aznavour.
L’année suivante, Jairo remonte sur la scène de l’Olympia pour la première partie de Nicole Croisille. Il européanise un peu plus sa carrière en enregistrant des titres en allemand, italien et en portugais ; il participe aussi à quelques émissions américaines.
Il retrouve la scène de l'Olympia en 1979, cette fois en première partie d'Alice Dona. Il publie la même année deux albums, mélangeant les cultures française et sud-américaine, mais son plus gros succès intervient au printemps de l’année 1980 avec le titre « Les Jardins du ciel », qui s’écoule à plus de 1,5 million d’exemplaires dans toute l’Europe. Les chansons Tes mots caressent ma vie, L’Encre rouge et Tout a changé un jour, extraites de son album Vivre libre, sont également des succès.
En 1981, il est à nouveau à l'Olympia, mais cette fois-ci, en tête d’affiche pour un show unique. À l’automne, Jairo dévoile un nouvel album contenant des titres composés pour lui par Astor Piazzolla.
Très attaché à la culture française mais aussi latine [réf. souhaitée], Jairo présente en 1982 l’album  L’Amour au présent , et dès l’année suivante, Jairo fait de nombreux aller-retours, pour faire carrière sur les deux continents.
On le retrouve en 1986, avec sa propre maison de production, et il sort l’album La Trace de mes pas et enchaîne en 1987 avec Nicaragua et Flechas de neón (1990), tout en multipliant les concerts. Puis, en 1993, c’est le retour à Buenos Aires, où il publie de nouveaux albums, tels que Cielos(1994), Tangos & Milongas (1996) ou Estampitas (1997).
En 1998, Jairo joue à l’opéra María de Buenos Aires et obtient, la même année, la distinction de chevalier dans l’ordre des Arts et des Lettres en France. Depuis le début des années 2000, Jairo a sorti plusieurs albums comme Che, Diario del Regreso (2000), Puro Jairo (2001), et Ferroviario (2004).
En octobre 2006, Jairo fait son retour en France en proposant au public une compilation de ses plus grands succès, et la réédition de ses albums parus de 1977 à 1993 en Amérique latine sous forme d’une intégrale en 16 CD baptisée Jairo de coleccion.
En 2007, Jairo revient avec l’album Criollo, enregistré à Paris et entièrement consacré au folklore de son pays.
En 2015, il participe au film Argentina, du réalisateur espagnol Carlos Saura.
En Argentine, une légende urbaine l'a identifié, en raison de son premier nom de scène (cf. discographie) puis de son départ vers l'Europe, à Marito, un jeune garçon qui a chanté en duo avec un grand de la musique argentine, Jorge Cafrune.

## Discographie

### Singles (sous le nom de Marito González)
(Disques Music-Hall - Argentine)
1965
- El laberinto / No podrá la Vida, Music-Hall
- Los sueños / Soy estudiante, Music-Hall
- Tu querer / El pequeño amor, Music-Hall
- Pero te quise / Cinco maneras de amar, Music-Hall
- Ojitos negros / Mariel, Music-Hall
- Rosas rojas para una dama triste (Red Roses For A Lady Blue) / Perdiéndote (Losing You), Music-Hall
- La balsa (Ferry Cross The Mersey) / La primera que encuentre (La prima che incontro), Music-Hall
- Ojitos negros / Imaginándote / Amor, perdóname (Amore, scusami) / El laberinto (Sp 4titres), Music-Hall
- Gabriela / ¿Qué debo hacer?, Music-Hall
- Cada día se quiebra un corazón / Gabriela / Brava / La balsa (Sp 4titres=), Music-Hall
- Extraños en la noche (Strangers In The Night) / Si Tu Quieres (Se tu vuoi) / Dime por qué / Mirza (Sp 4titres), Music-Hall
- Si tú quieres (Se tu vuoi) / Dime por qué, Music-Hall

### Album (sous le nom de Marito González)
(Disques Music-Hall - Argentine)
- 1965 : Muy juvenil, Music-Hall

### Singles International
(Disques Showman ; Ariola ; Disques Garima Records/RCA/CBS).
1965
- Simplemente María / Hay alguna novedad, Ariola

1970
- Tu alma golondrina / La butaca vacía, Showman

1971
- Javier y Paloma / María es un puerto, Showman
- Hace más de seis anos / Las tres de la tarde, Showman
- Tristezas / Ríete si quieres, Showman

1972
- No importa si te has ido, CBS
- Maria Serena / De pronto, sucedió, Showman
- Por si tu quieres saber / Memorias de una vieja canción, Ariola

1973
- Si vuelves sera cansancio / Señora de Juan Fernández, Ariola
- La Niña tuvo motivos (Vamos a ver) / Con aquella manía del poema, Ariola

1974
- El valle y el volcán / Jimena, Ariola
- Tienes algo mas (Tristeza de gorrión) / Al principio fue mi sombra, Ariola
- Tienes algo mas (Tristeza de gorrion) / El indio piel roja, Ariola
- Amigos mios me enamoré / Los usurpadores, Ariola

1975
- De que me sirve todo eso / Cocktail de coslada, Ariola

1976
- A veces (Contando estrellas) / Ciudadela, Ariola

1977
- Duende dulce / Gorrión rebelde, Ariola
- Sogno (Es la nostalgia - Version italienne) / Es la nostalgia, Insieme (Italie)
- De tanto andar (De tanto andar canciones), RCA

1978
- Nos verán llegar / Es la nostalgia, RCA

1979
- Ich bin fremd in deiner stadt / Calypso por favor, RCA (Allemagne)
- Amami ancora (Love Me Again) / Viva il sole (Viva el sol), RCA (Italie)

1980
- Nuestro amor será un himno (Sun of Jamaica) / Con este amor tan nuevo, RCA
- Nuestro amor será un himno (Sun of Jamaica) / Super estrellas, RCA
- Bye, bye la Palma / Who gehst du ihn ?, EMI (Allemagne)

1981
- Più forte di me (Woman in love) / Vita senza vita (Version single), RCA (Italie)
- Sinfonia / Stava scritto (Estaba escrito en tu mano), RCA (Italie)
- Morir enamorado / Me basta con saber, RCA

1982
- Sinfonía (Version espagnole) / Es la nostalgia (Nouvelle version), RCA
- Es la nostalgia / La clara fuente (B.O.F. de Linda & Torvald, 1977), Davs (Danemark)
- Neve (Neige) / Tam Tam (Sun of Jamaica, 1980), RCA (Italie)

1983
- Venceremos (We Shall Overcome) / Milonga del trovador, RCA

1984

- Como perfume de jazmín / Volverás, RCA
- El canto que canto / Amigos, RCA
- El diablo (Inédit - Extrait du vidéo Clip)

1985
- El mercader, RCA

1987
- Duerme negrito (avec Sapho) / Yo quiero dar las gracias, CBS
- Es niña y es mujer, CBS

### Singles France
(Disques Polydor, Garima Records, Malambo, EMI)
1977
- Es la nostalgia / Quand un oiseau pleure (Es la nostalgia), POL

1978
- Que no hace falta / La clara fuente (La claire fontaine), POL
- La chanson du poète (La cancion del poeta y del gorrion) / Dans les yeux d'un enfant, RCA
- On se reverra (Nos veran llegar) / En este dia impar, RCA
- Ave Maria (Schubert) / Ave Maria (Gounod), RCA
- L'Enfant au tambour / El nacimiento, RCA

1979
- La petite fille sous les étoiles / Viva el sol, RCA
- Indio Toba (Antiguos dueños de las flechas) / Maria Monserrat (Maria soledad), RCA

1980
- Les Jardins du ciel (Sun of Jamaica) / Tes mots caressent ma vie (Con este amor tan nuevo), RCA
- Où vont mourir les bateaux (Bye bye La Palma) / Vivre libre, RCA

1981
- L'amour fait la force (Eldorado) / Vivre sans mourir (Morir enamorado), RCA
- Forte, Piu forte di me (Woman in love) / Tout a changé un jour (Hoy dejo la ciudad), RCA
- Symphonie (Sinfonia) / J'ai mal d'aimer (Who gehst du hin), RCA

1982
- Mon père était (Vaya con dios) / Mon cœur (A comme amour), RCA
- Pose ta joue sur mon épaule (chanson du film de Claude Chabrol Les fantômes du chapelier) / Ni toi, ni moi, RCA
- Mon amie, mon amour (Nature Boy) / On s'envole (Poinciana), RCA
- Neige (Neve) / Mon copain de Normandie, RCA

1983
- Je veux être heureux tout de suite / Le Train du sud (La balsa), RCA
- L'Appel du condor / Périphérie, RCA
- Minuit chrétien / Il est né le divin enfant, RCA

1984
- Batuca Tucada (Maria, Maria) / Cœur chandail (Maussade), RCA
- Le Diable (El diablo, version single) / Amour bonjour, RCA

1986
- P'tite fille en limousine / La Dame de mon enfance (nouvelle version), MU

1987
- Il y avait de l'eau, de l'air (Antiguo dueño de las flechas, remix) / Tout, je t'abandonne tout (remix), MU
- Duerme, negrito (avec Sapho) / La pobrecita (avec Sapho), MU
- Duerme, negrito (avec Sapho, version Maxi) / La pobrecita (avec Sapho), MU
- Nicaragua (Canción urgente para Nicaragua) / La Trace de mes pas (remix), MU

1988
- Mes dix frères et moi (Mi cafetal) / Gigolo, MU
- Pour toi Arménie (Aznavour pour l'Arménie, participation de Jairo) / Ils sont tombés, EMI

1989
- Gigolo (remix) / Manu, petit frère, MU

1990
- Tiempos (L'écharpe) / Sans me blesser la tête, MU
- Santa Argentina / Revolver, MU

### Albums
Production
Showman Producciónes (Espagne), CBS (Argentine), Ariola (Espagne), Parnaso (USA) ; Polydor (France); JMB Records (France); IB Records (France); Garima Records (France); Émotions (Canada); Malambo Productions (France) ; Ville De Gennevilliers (France); TST Producciónes (Argentine) ; Last Call Records (France) ; Milan (France).
Distribution
Movieplay (Espagne) ; Ariola (Espagne) ; RCA (France) ; RCA (Argentine) ; RCA (USA) ; RCA International ; Musidisc (France) ; Musica & Marketing (Argentine) ; DBN (Argentine); Wagram Music (France); Sony Music (France).
1970
- Emociones, Showman

1971
- Tu alma Golondrina, CBS (Licence Showman) (Venezuela)

1972
- Por si tu quieres saber, Ariola
- Jairo, CBS (Licence Showman) (Venezuela)

1973
- Por si tu quieres saber, Ariola
- Si vuelves sera Cansancio, Ariola

1974
- Jairo (Tienes algo más), Ariola
- Si vuelves sera Cansancio, Parnaso 1135 (Licence Ariola Espagne)
- El valle y el volcan, Ariola
- Amigos mios me enamore, Ariola

1975
- De que me sirve todo eso, Ariola

1977
- Jairo canta a Borges, Ariola
- Angelito Mexicano, Ariola
- Liberté, RCA (France), Émotion EMT (Édition canadienne)

1978
- Nos veran llegar, RCA
- Jairo, RCA
- Les plus beaux Noël du monde, RCA (France) - Émotion (Édition canadienne)

1979
- L'Amour est mort vive l'amour, RCA (France) - Émotion (Édition canadienne) - RCA (Édition Colombienne)
- Chansons à regarder, RCA
- Liberté, RCA (Édition Colombienne)

1980
- Jairo, RCA (Venezuela)
- Jairo 1980, RCA
- Viva el sol, RCA (Portugal)
- Nuestro amor será un himno, RCA (Colombie)
- Nuestro amor será un himno, RCA (Chili)
- Sil de Jamaica, RCA
- Vivre libre, RCA

1981
- Jairo, RCA Mils (Mexique)
- Sinfonia, RCA (Italie)
- Olympia 81, RCA (enregistrement public) .
- Morir enamorado, RCA
- Symphonie, RCA
- Symphonie, Yanki (Turquie)

1982
- L'Amour au présent, RCA
- Este amor es como el viento, RCA
- Jairo, RCA (Colombie)

1983
- Este amor es como el viento, RCA (Venezuela)

1984
- Amor de cada dia, RCA
- Le Diable, RCA

1985
- Jairo, RCA

1986
- Para verte feliz, RCA
- La Trace de mes pas, Musidisc

1987
- Más allá, CBS
- Nicaragua, Musidisc

1988
- Libe Bataclan, Musidisc

1990
- Flechas de néon, Musidisc
- Revolver Le fantôme du Rio de La Plata, Musidisc (Live)
- Flechas de neón, M&M

1992
- La palabra sagrada, Ville de Gennevilliers (Live)

1994
- Cielos, TST Producción-DBN

1995
- 25 años todos sus éxitos (volume 1), TST Producción-DBN (Live)
- 25 años coplas de plata (volume 2), TST Producción-DBN (Live)

1996
- Atahualpa por Jairo, TST Producción-DBN
- Borges & Piazzolla Tangos & Milongas, BMG (international)

1997
- Argentina mía (Live), Last call Records (France)-Licence TST Producción
- Estampitas, TST Producción-DBN
- Maria de Buenos Aires, We (International Teldec Classique)

1999
- Balacera, TST Producción-DBN

2000
- Che, Diario del regreso, TST Producción-DBN

2003
- Jairo canta Piazzolla, ULM

2004
- Ferroviario, TST Producción-DBN

2007
- Criollo, TST Producción-DBN

2009
- Los enamorados, TST Producción-DBN

2012
- Jairo concierto en Costa Rica (2CD + DVD), TST Producción-DBN

2013
- Jairo concierto en Costa Rica (vol.1), TST Producción-DBN
- Jairo concierto en Costa Rica (vol.2), TST Producción-DBN

2014
- Propio & Ajeno, TST Producción-DBN

2017
- Teatro Opéra 2017, TST Producción-DBN

2018
- Jazziro, GÉOMUSE-10H10 Sony Music France

### Participations
(Comme interprète, compositeur ou choriste)
- 1987 : El Sol y la Luna / Le Xipe Totec (Sapho avec Jairo au chœur)
- 1990 : Aux tourniquets des grands cafés (France), (Les premiers et derniers jours de l'amour, La punition, Impérial Palace) (Jean Guidoni - Jairo, composition et chœurs)
- 1992 : America en cueros / De tarde hei salido (Leda Valladares et Jairo)
- 1996 : Album Choral Astortango 1 : Piazzolla y el mundo / Milonga del trovador (Jairo - Live)
- 1996 : Yiddish forever / Himno al amor (Zoila & Jairo)
- 1998 : El Grito sagrado (Himnos y canciones de la escuela) / El grito sagrado (Himno Nacional) (Lito Vitale et Jairo)
- 1998 : La memoria del tiempo, in Juntando Almas (vol.2) / Dank sei dir, Herr (Jairo et Lito Vitale)
- 2000 : Anoranzas / Zamba de Cruz Del Eje (Jairo & Jorge Gonzalez)
- 2002 : Serenata para la tierra de uno / Qué hermosa Canción (Victor Heredia. Jairo - chœurs)
- 2002 : Todos somos : Invitados / La nochera (Los Chalcharelos et Jairo)
- 2003 : En vivo / Te quiero (Benedetti-Favero et Jairo)
- 2005 : Tiernamente amigos / Tiernamente amigos (Victor Heredia et Jairo)

### Jairo par d'autres interprètes
(Versions originales et versions instrumentales)
1973
- Lissette : Martes 2 de la tarde, LP Rio Pedras Records Rinquen / Por si tu quieres saber, Sony-BMG (Espagne)

1977
- Daniel Janin & son orchestre : Super succès no 37, LP Les Tréteaux International (France) / Es la nostalgia (Cover), CRC Éditions
- Claude Dauray & son orchestre : Parade des succès no 30, LP (France) / Es la nostalgia (Cover), CRC Éditions

1978
- Lluis Llach : El meu amic el mar, Ariola (Espagne) / Companys, no és això (L'encre rouge), Ariola (Espagne).
- Christie Caro : Ma vie sans ta vie, single RCA (France) / Ma vie sans ta vie/Tu me disais l'amour (De tanto andar), CRC Éditions

1979
- Goombay Dance band : Sun of Jamaica, single CBS / Sun of Jamaica (Les jardins du ciel - Nuestro amor amor sera un himno), Sony-BMG Allemagne

1980
- Mercedes Sosa : A quien doy, LP Polygram-Universal / Mis ganas, Polygram-Universal (Argentine)
- Goombay dance band : Eldorado, single CBS / Eldorado (L'amour fait la force), Sony-BMG Allemagne

1981
- Benny Neyman : Vlinders van de nacht, LP CNR Records / Toch maar alleen (Mon amour aux quatre saisons)

1983
- Manu Dibango : Soft and sweet, LP Garima Records/ Poinciana - Es La Nostalgia - El Manisero - Petite Fleur - Maria Elena - Nature Boy - Tres Palabras - Frenesi - Ni Toi Ni Moi - Vaya Con Dios

1987
- Tormenta : Amor de mujer / Lo quiero porque si, Microfon

1988
- Patrick Guillaume : Drôle de coup de rouille, single Malambo MU/ Drôle de coup de rouille/Primavera dans les rues du Caire

1990
- Jean Guidoni : Aux tourniquets des grands cafés (France) / Les premiers et derniers jours de l'amour - La punition - Impérial Palace, Prudet-Rothel

1996
- Sébastien El Chato : Viens m'embrasser, Polygram (France) / Es la nostalgia, Mars Production et CRC Éditions

2000
- Carlos Varela : Cantando a Borges (Argentine), M&M TK / Jacinto Chiclana - Buenos Aires : Destino (Buenos Aires) - Milonga de calendria - No habrá sino recuerdos (Despedida) - Alguien le dice al tango - No hay cosa como la muerte (¿Dónde Se Habrán Ido?) - El titere - A Don  Nicanor Paredes - Milonga de marfil negro (Milonga De Los Morenos)

2005
- Henri Garella : 2000/Piano bar, maxi 3CD (France), Mastersun / Es la nostalgia (Instrumental), Mars Production
- Daniela Romo : Es la nostalgia, EMI Latin (Argentine) / Es la nostalgia - Quand un oiseau pleure, CRC Éditions
- Enzo Peiret : La voz del tango 1, CD Azzurra Music / Milonga del Trovador, CRC Éditions
- Martin Alvarado : Martin Alvarado, CD Fonocal / Milonga del Trovador, CRC Éditions
- Henri Garella : Piano bar, maxi 3 CD, Mastersun (France) / Es la nostalgia (Instrumental), CRC Éditions

### Compilations
(° Espagne, * Argentine)
- 1976 : Jairo (°)
- 1979 : Jairo (France)
- 1981 : Mis Mejores canciones (*)
- 1982 : Internacional (RCA International)
- 1983 : Album Or (France)
- 1983 : Lo mejor de Jairo, vol.1 (*)
- 1983 : Todo Jairo, vol.1 (2 LP *)
- 1983 : Coffret Jairo (3 LP) (France)
- 1983 : Jairo (2 LP) (France)
- 1984 : Lo mejor de Jairo, vol.2 (*)
- 1984 : Lo mejor de Jairo, vol.3 (*)
- 1984 : Los grandes éxitos de Jairo (International)
- 1984 : Orígenes (*)
- 1990 : Todo Jairo, vol.1 (CD *)
- 1992 : Jairo Les plus grands succès (2 CD-France)
- 1992 : Jairo Les plus grands succès (CD 18 titres-France)
- 1993 : Todo Jairo, vol.2 (CD *)
- 1996 : 21 grandes éxitos (Chili)
- 1997 : Guitarra (*)
- 1999 : Serie año 2000 (*)
- 2000 : Serie herencia (Chili)
- 2001 : Puro Jairo (Compilation 4 CD-Argentine)
- 2002 : 24 canciones de oro (2CD-Argentine)
- 2002 : Sus primeras grabaciones en España (2 CD) (°)
- 2004 : De colección (*)
- 2006 : Canciones de amor (International)
- 2006 : Best of Les Jardins du ciel (France)
- 2006 : Lo mejor, Milonga del trovador (°)

### Albums réédités
1973
- Por si tu quieres saber, Universal (Espagne)

1978
- Si vuleves será cansancio, Gramusic (Espagne)

1983
- Coffret 3 LP, MFP (France)
- Jairo (2 LP), Music Melody (France)
- Liberté, MFP (France)
- L'amour est mort, vive l'amour, MFP (France)
- Les plus beaux Noël du monde, MFP (France)

1984
- Chansons pour enfants, MFP (France)
- Coffret RCA 3 LP, RCA (France)
- La machine à chanter de Jacques Martin no 40907
- Por si tu quieres saber, Horizon Music (France)
- Si vuelves será cansancio, Horizon Music (France)

1987
- Crónica de colección, Sony Music (Argentine)

1997
- Por si tu quieres saber, M&M (Argentine)
- Argentina mía, Arcade Arc (France)

2000
- Por si tu quieres saber, Helix (Espagne)
- Siglo XXI, Sony Music (Argentine)

2006
- Jairo de colección 0 : Jairo canta a Borges, DBN (Argentine)
- Jairo de colección 1 : Liberté, DBN (Argentine)
- Jairo de colección 2 : Navidad del mundo (Argentine)
- Jairo de colección 3 : Canciones para mirar (Argentine)
- Jairo de colección 4 : Vivre libre (Argentine)
- Jairo de colección 5 : Morir enamorado (Argentine)
- Jairo de colección 6 : Sinfonía (Argentine)
- Jairo de colección 7 : Es la nostalgia (Argentine)
- Jairo de colección 8 : Amor de cada dia (Argentine)
- Jairo de colección 9 : Jairo 1985 (Argentine)
- Jairo de colección 10 : La trace de mes pas (Argentine)
- Jairo de colección 11 : Para verte Feliz (Argentine)
- Jairo de colección 12 : Jairo en vivo Teatro Olympia y Bataclan (Argentine)
- Jairo de colección 13 : Revolver El Fantasma del Rio De La Plata (Argentine)
- Jairo de colección 14 : Flechas de neón (Argentine)
- Jairo de colección 15 : Jairo Singles (Argentine)

### Compilations d'artistes variés dont Jairo
1971
- Superventas : 11/12 Maria Es un Puerto, Movieplay (Espagne)

1973
- Todo hits : 9/10 Por Si Tú Quieres Saber, Orlando/Universal (Espagne)
- Hits Ariola : 1/10 Si Vuelves sera Cansancio (Espagne)

1974
- Alta Tension : 8/14 Amigos Míos Me Enamoré, Ariola (Argentine)

1975
- Los super exitos del ano : 12/12 Amigos Míos Me Enamoré, Ariola (Espagne)

1976
- Superexitos : 11/12 A Veces (Contando estrellas), Ariola-Eurodisc (Espagne)

1979
- 15 succès : 14/15 Viva El Sol, RCA (France)

1980
- Locos por la musica : 3/12 Viva El Sol, RCA (Argentine)
- Estrellas del dsico : 12/16 Sol de Jamaica (Nuestro amor será un himno - Sun of Jamaica), RCA (Espagne)
- Grandes estrellas del disco : 11/11 Sol de Jamaica (Nuestro amor será un himno - Sun of Jamaica) (Espagne)

1982
- FM Nocturno : 3/12 Morir Enamorado, RCA (Argentine)
- Los 15 máximos : 5/10 Pon Tu Mejilla En Mi Hombro (Pose ta joue sur mon épaule), RCA (Argentine)

1984
- Chants pour leur vie : 3/10 Avé Maria (Schubert), EMI-Pathé Marconie (France)
- Identidad III : Periferia (Périphérie), RCA (Argentine)

1985
- Gracias, mi amor : 5/15 O El O Yo, RCA Mils (Mexique)
- Trovadores de nuestro tiempo, RCA, LP (USA)

1995
- España siempre vol.1 : 6/14 Amigos míos, me enamoré, BMC (Espagne)
- España siempre, vol.2 : 15/15 El valle Y el volcán, BMC (Espagne)

1997
- 21 grandes éxitos/Galvan-Favio-Jairo : 5.6.11.12.13.18.19/21 Por si tú quieres saber - Memorias de una vieja canción - Hay una nube traviesa - Tristezas - Hace mas de seis años - Mariana, M&M (Argentine)
- Enamoros. 16 baladas románticas : 14/16 Por Si Tú Quieres Saber, Discos Fuentes (Colombie)
- Planète Tango vol.1 : 15/19 Alguien Le Dice A Tango, Déclic - Sony Music (France)
- Planète Tango vol.1 & 2 (2 CD) : 15/19 Alguien Le Dice A Tango, Déclic (France)

1998
- El amor después de los 30 : 3/22 Por Si Tú Quieres Saber, Disco Fuentes (Colombie)
- En busca del inconsciente romántico (3 CD) : 13/20 Memorias De Una Vieja Canción, Discos Fuentes (Colombie)
- Sueños de los 60's : 9/24 Ojitos negros, Discos Fuentes (Colombie)
- Voces masculinas. Colección Imposibles de olvidar : 1/16 Tu Alma Golondrina (Argentine)

1999
- Racines Argentina : 2.5.6/16 Honrar la vida (avec Eladia Blázquez Y Pedro Aznar) - Antiguo dueño de las flechas (Indio Toba - avec Mercedes Sosa) - Alfonsina y el mar (avec Lito Vitale), Wagram Music (France)

2000
- 200 clásicas de la balada romántica : 3/22 Por si tú quieres saber, Disco Fuentes (Colombie)
- 200 clásicas de la balada romántica : 18/20 Memorias de una vieja canción, Disco Fuentes (Colombie)
- DBN folklore : 20/21 La Balacera - 21/21 La Balada Del corto Maltese, DBN CD (Argentine)
- Directo al corazón, vol.1 : 9.12/12 Memorias de una vieja canción - Por si tú quieres saber, KUB418 (Espagne)
- En busca del inconsciente romántico (2 CD) : 13/20 Memorias de una vieja canción, Disco Fuentes (Colombie)
- Los años inolvidables : 17/18 Por si tú quieres saber (Argentine)
- Romance y me enamoré de ella (CD)
- Románticos inolvidables, vol.2 : 4/15 Amigos míos, me enamoré, DLA (Espagne)

2001
- Ídolos de un no 1 : 11/15 Por si tú quieres saber (Espagne)
- Mes soirées 80's, vol.17 : 4/17 Les Jardins du ciel (Sun of Jamaica), Universal (France)
- Romance Una noche por mes, CNS

2004
- Amorios a la Plancha : 38/100 Por si tú quieres saber, Discos Fuentes (Colombie)
- Los anos 70'  : 5/12 Por si tú quieres saber

2005
- 100 baladas desde Argentina : 19/100 La Noche (La nuit), 36/100 Ojitos negros, 60/100 La brújula Y el timón, 83/100 Imaginándote, 93/100 Amor, perdóname (Amore, scusami), 98/100 La balsa (Ferry Cross The Mersey), Discos Fuentes (Colombie)
- Baladas en español, vol.1 : 9/15 Memorias de una vieja canción, DIV (Argentine)
- Baladas en español, vol.2 : 10/16 Javier Y Paloma, DIV (Argentine)
- Nostalgia Kitsch : 4/23 Nuestro amor será un himno (Sun of Jamaica), EMI (Colombie)
- Premio Platino para la balada romántica (2 CD) : 5/12 Por Si Tú Quieres Saber, Disco Fuentes (Argentine)
- Romance Las 30 mejores baladas en espanol (2 CD) : CE1 : 5/15 Tristezas, 15/15 Tu alma golondrina, CD 2 : 6/15 Memorias de una vieja canción, HEL (Espagne)

2007
- Bailar pegados : 8/12 Por si tú quieres saber, Blanco & Negro (Espagne)

2008
- Chanson française 50 ans de succès : 4/17 Les Jardins du ciel (Sun of Jamaica)
- Chanson française (Maxi 3 CD) : 4/17 Les Jardins du ciel (Sun of Jamaica)